# Traffic in Souls
Traffic in Souls is een Amerikaanse stomme film uit 1913 onder regie van George Loane Tucker. De film choqueerde mensen toen hij uitkwam omdat het voor die tijd zo'n uitgebreid beeld van de "seksslaafhandel" oftewel illegale prostitutie liet zien. De film kan qua stijl vergeleken worden met de exploitatiefilms van Dwain Esper en werd in 2006 opgenomen in het National Film Registry.

## Verhaal
De rijke Mary Barton ziet haar jonge zusje Lorna verdwijnen in de prostitutie. Met de hulp van haar vriendje bij de politie moet Mary haar zus vinden voordat ze doorverkocht wordt en ze haar nooit meer ziet.

## Rolverdeling
| Acteur            | Personage                   | Opmerkingen            |
| ----------------- | --------------------------- | ---------------------- |
| Jane Gail         | Mary Barton                 |                        |
| Ethel Grandin     | Lorna Barton                |                        |
| William H. Turner | The Invalid Inventor        | als Wm. Turner         |
| Matt Moore        | Officer Burke               |                        |
| William Welsh     | William Trubus              |                        |
| Millie Liston     | zijn vrouw                  | als Mrs. Hudson Lyston |
| Irene Wallace     | Zijn dochter (Alice Trubus) |                        |
| William Cavanaugh | Bill Bradshaw               |                        |
| Arthur Hunter     | The Cadet                   |                        |
| Howard Crampton   | The Go-Between              |                        |
| William Burbridge | 'Respectable' Smith         |                        |

## Achtergrond
Traffic in Souls was de eerste film die niet was gebaseerd op een boek of toneelstuk, welke op Broadway in première ging. Toen de film een succes werd, werd er alsnog een roman geschreven gebaseerd op het verhaal.